# ياسين بنزية
ياسين بنزية (بالفرنسية: Yassine Benzia) وهو لاعب كُرَة قدم جزائري بمركز الهجوم ولد في يوم 8 سبتمبر 1994 في بلدة سانت إيبون ليس إيلبوف في فرنسا، يلعب حالياً في الدوري التركي مع نادي فنربخشة والمنتخب الجزائري لكرة القدم . كما سبق له اللعب مع نادي كيفلي ونادي أويسل ومع أندية أخرى، كما لعب مع منتخب فرنسا تحت 21 سنة لكرة القدم ولعب في كأس العالم تحت 17 سنة لكرة القدم 2011 ويلقب في فرنسا بكريم بنزيما الجديد.

## مسيرته الكروية
لعب ياسين بنزية خلال مسيرته الاحترافية مع 6 أندية في أربعة عشر موسمًا وسجل خلالها 27 هدفًا ضمن 175 مباراة. حيث فاز في موسم واحد بالكأس ولم يفز بأي دوري.
خاض ياسين بنزية مسيرته مع نادي أولمبيك ليون في موسم 2011–12 ليلعب معه أربعة مواسم، مشاركًا في 38 مباراة سجل خلالها 4 أهداف. ثم انتقل إلى نادي ليل في موسم 2015–16 ليلعب معه أربعة مواسم، حيث شارك في 83 مباراة سجل خلالها 9 أهداف. لينتقل بعدها إلى نادي فنربخشة في موسم 2018–19 لمدة موسم واحد، مشاركًا في 13 مباراة ولم يسجل أي هدف. ثم انتقل إلى نادي ديجون في موسم 2019–20 لمدة موسم واحد، مشاركًا في 3 مباريات ولم يسجل أي هدف أيضًا.

## الحياة الشخصية
شقيقا بنزية، فريد ومصطفى، هما أيضًا لاعبان لكرة القدم.

## روابط خارجية
- ياسين بنزية على موقع الاتحاد الدولي (مؤرشف)  (الإنجليزية)
- ياسين بنزية على موقع الاتحاد الأوربي (الإنجليزية)
- ياسين بنزية على موقع اتحاد تركيا (لاعب) (الإنجليزية)
- ياسين بنزية على موقع رابطة كرة القدم الفرنسية للمحترفين (الإنجليزية)
- ياسين بنزية على موقع قاعدة بيانات كرة القدم.إي يو (الإنجليزية)
- ياسين بنزية على موقع بيانات كرة القدم. دي إي (الألمانية)
- ياسين بنزية على موقع ليكيب (الفرنسية)
- ياسين بنزية على موقع ناشيونال فوتبول تيمز (الإنجليزية)
- ياسين بنزية على موقع Soccerway.com (الإنجليزية)
- ياسين بنزية على موقع عالم كرة القدم.نت (الإنجليزية)